# Gítana

Mapa con la ubicación aproximada de algunas de las principales ciudades del antiguo Epiro donde se aprecia la situación de Gítana, al sur de Butrinto.

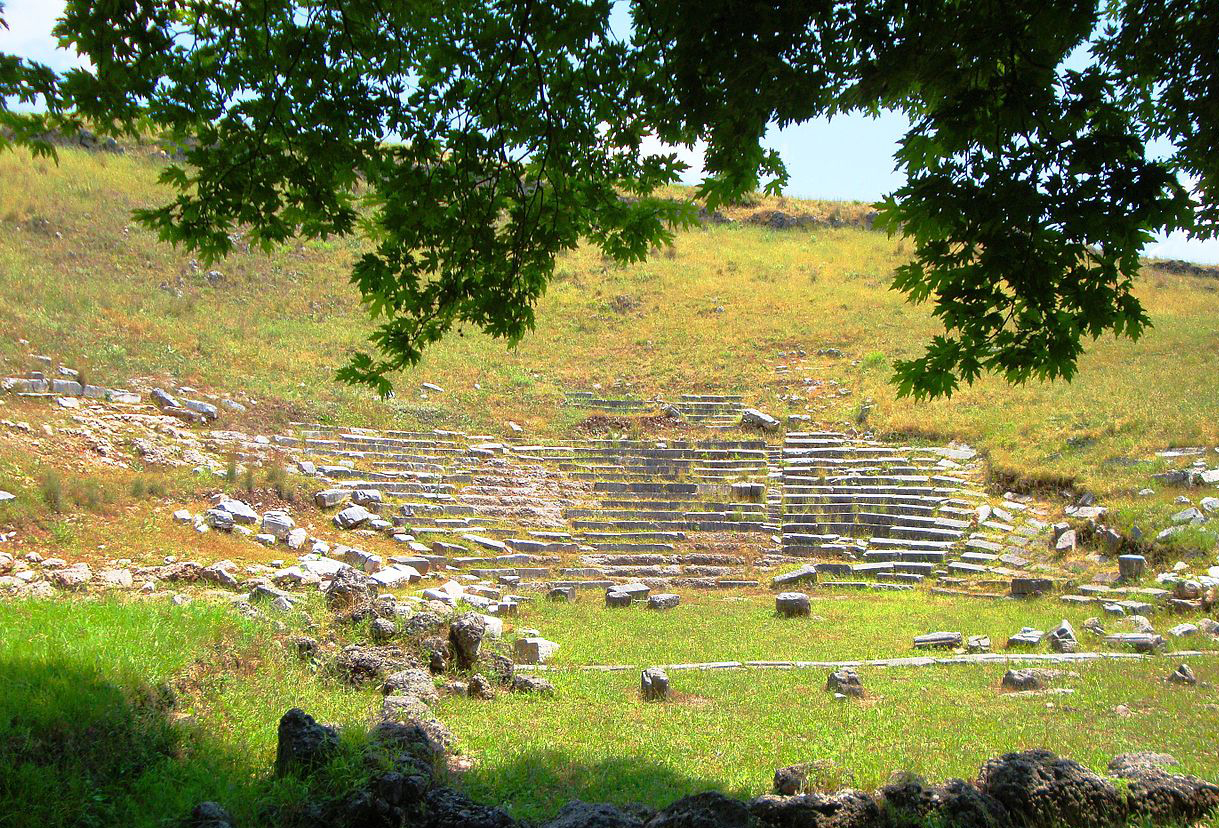
Restos del antiguo teatro de Gítana.

Gítana (en griego: Γίτανα) fue una antigua ciudad griega en la región de Epiro.
El testimonio más antiguo de la existencia de Gítana es una inscripción de manumisión de esclavos del siglo IV a. C. donde se menciona el culto a Temis en Gítana.
Es mencionada por Polibio y Tito Livio. Este último la sitúa a diez millas romanas del mar y dice que allí en el 172 a. C. se reunió una asamblea de epirotas.
Se identifica con unos restos arqueológicos situados cerca de la actual Filiates, en la ladera del monte Brisella.